# Faites du bruit
Faites du bruit (pron. fr. AFI: [fɛt dy bʁɥi]) è un album della cantante Naïf Hérin, pubblicato in Francia nel 2010, congiuntamente dalle case discografiche Pygmalion e TdE ProductionZ.
Alla produzione del disco hanno collaborato i musicisti Marc Ribot, Greg Boyer e Dr Fink.
Esso rappresenta l'esordio francese di Naïf ed è stato presentato in un gran numero di trasmissioni radiofoniche e televisive transalpine, tra le quali la più importante è "Taratatà", in onda su France 4 il 24 marzo 2010.

## Tracce
1. Faites du Bruit – 3:36
2. Tu m'as Promis – 3:00
3. Il faut lever la tête – 3:30
4. Amour coupable – 3:20
5. Just a Gigolo – 3:36
6. Chez Martine – 3:56
7. J'aime regarder les filles – 3:33
8. Encore une fois – 3:13
9. La Ballata del povero Juda – 3:11
10. Mais tais-toi – 2:46
11. No! – 3:31
12. Poche – 3:20
13. Paris City – 3:12